# Paranthrene dolens
Paranthrene dolens is een vlinder uit de familie wespvlinders (Sesiidae), onderfamilie Sesiinae.
De wetenschappelijke naam van de soort is voor het eerst geldig gepubliceerd door Druce in 1899. De soort komt voor in het Neotropisch gebied.